# جوناس أندرسون (نبال)
جوناس أندرسون (بالسويدية: Jonas Lennart Andersson)‏ هو نبال سويدي، ولد في 16 مايو 1979 في Fosie ‏ في السويد.

## وصلات خارجية
- جوناس أندرسون على موقع الاتحاد الدولي للرماية بالسهام (الإنجليزية)
- جوناس أندرسون على موقع اللجنة الأولمبية الدولية (الإنجليزية)
- جوناس أندرسون على موقع أوليمبيديا (الإنجليزية)
- جوناس أندرسون على موقع اللجنة الأولمبية السويدية (السويدية)